# Rigatoni con la pajata
Rigatoni con la pajata je velmi ceněná specialita římské kuchyně, se kterou se nelze setkat jinde než v Římě. Základem tohoto pokrmu jsou střeva z mladého telete, které ještě nebylo odstaveno od matky. Tato střeva se poté zauzlují a trávenina se ponechá uvnitř. Poté jsou smažena a přidají se k nim piniové oříšky, ocet, olivový olej, voda, rajčata, cibule a česnek, čím vznikne omáčka. Střeva se poté vyloví a jsou pokrájena na kruhové plátky. Mléčná trávenina v nich vytvoří hmotu podobnou sýru. Tato omáčka je podávána s těstovinami rigatoni.
Existuje i jiná varianta tohoto pokrmu, zvaná pajata arrosto. Jedná se též o nakrájená telecí střeva s mléčnou tráveninou, v této úpravě jsou však střeva pouze okořeněna a ogrilována.
Tento pokrm byl dříve v Římě poměrně běžný, ale kvůli regulacím už zbyla jen malá hrstka restaurací, které tento pokrm podávají. Mimo Řím se s tímto pokrmem v podstatě nedá setkat.